# Cedusa serrata
Cedusa serrata är en insektsart som beskrevs av Caldwell 1944. Cedusa serrata ingår i släktet Cedusa och familjen Derbidae. Inga underarter finns listade i Catalogue of Life.